# Њупорт (Небраска)
Њупорт (енгл. Newport) град је у америчкој савезној држави Небраска.

## Демографија
По попису из 2010. године број становника је 97, што је 1 (-1,0%) становника мање него 2000. године.
| Група             | 2000.      | 2010.      |
| Белци             | 95 (96,9%) | 95 (97,9%) |
| Афроамериканци    | 0 (0,0%)   | 0 (0,0%)   |
| Азијати           | 0 (0,0%)   | 0 (0,0%)   |
| Хиспаноамериканци | 2 (2,0%)   | 0 (0,0%)   |
| Укупно            | 98         | 97         |